# Cistanthe quadripetala
Cistanthe quadripetala är en källörtsväxtart som först beskrevs av Sereno Watson, och fick sitt nu gällande namn av M.A. Hershkovitz. Cistanthe quadripetala ingår i släktet Cistanthe och familjen källörtsväxter. Inga underarter finns listade i Catalogue of Life.